# Miriana Tona
Miriana Tona (* 9. Januar 1995) ist eine italienische Tennisspielerin.

## Karriere
Tona gewann bislang zwei Einzel- und 15 Doppeltitel auf der ITF Women’s World Tennis Tour.
Auf der WTA Tour erhielt sie 2013 eine Wildcard für die Qualifikation zu den XXVI Italiacom Open 2013, wo sie in der ersten Runde gegen Kim Grajdek mit 4:6, 6:4 und 3:6 verlor.

## Turniersiege

### Einzel
| Nr. | Datum            | Turnier    | Kategorie | Belag | Finalgegnerin             | Ergebnis |
| --- | ---------------- | ---------- | --------- | ----- | ------------------------- | -------- |
| 1.  | 17. Oktober 2021 | Piracicaba | ITF W15   | Sand  | Luisa Meyer auf der Heide | 6:1, 6:2 |
| 2.  | 13. April 2025   | São Paulo  | ITF W35   | Sand  | Carolina Alves            | 7:5, 6:4 |

### Doppel
| Nr. | Datum              | Turnier                  | Kategorie   | Belag        | Partnerin                 | Finalgegnerinnen                              | Ergebnis           |
| --- | ------------------ | ------------------------ | ----------- | ------------ | ------------------------- | --------------------------------------------- | ------------------ |
| 1.  | 17. November 2017  | Agadir                   | ITF $15.000 | Sand         | Pia König                 | Mariana Dražić Oana Georgeta Simion           | 4:6, 7:65, [10:8]  |
| 2.  | 3. Dezember 2017   | Hammamet                 | ITF $15.000 | Sand         | Anna-Giulia Remondina     | Jelena Simić Jade Suvrijn                     | 6:3, 6:4           |
| 3.  | 14. Oktober 2018   | Monastir                 | ITF $15.000 | Hartplatz    | Silvia Njirić             | Amira Benaïssa Elaine Genovese                | 1:6, 7:62, [10:4]  |
| 4.  | 20. Oktober 2018   | Monastir                 | ITF $15.000 | Hartplatz    | Ilona Georgiana Ghioroaie | Dominique Karregat Annick Melgers             | 6:2, 6:2           |
| 5.  | 22. November 2018  | Solarino                 | ITF $15.000 | Teppich      | Catalina Pella            | Jekaterina Reingold Iuliia Sokolovskaia       | 6:4, 6:2           |
| 6.  | 8. Dezember 2018   | Solarino                 | ITF $15.000 | Teppich      | Catalina Pella            | Veronika Erjavec Kristina Novak               | 7:5, 6:3           |
| 7.  | 29. April 2023     | Antalya                  | ITF W15     | Sand         | Merel Hoedt               | Assylschan Arystanbekowa Dana Baidäulet       | 6:4, 6:4           |
| 8.  | 6. Mai 2023        | Alaminos Larnaca         | ITF W25     | Sand         | Luisa Meyer auf der Heide | Raluca Șerban Maria Siopacha                  | 7:5, 6:4           |
| 9.  | 20. Januar 2024    | Buenos Aires             | ITF W35     | Sand         | Nicole Fossa Huergo       | Melany Solange Krywoj Noelia Zeballos         | 7:5, 6:3           |
| 10. | 7. September 2024  | Piracicaba               | ITF W35     | Sand         | Noelia Zeballos           | María Paulina Pérez García Aurora Zantedeschi | 5:7, 6:1, [12:10]  |
| 11. | 14. September 2024 | Leme                     | ITF W35     | Sand         | Noelia Zeballos           | Rebeca Pereira Camila Romero                  | 4:6, 6:4, [10:4]   |
| 12. | 12. Oktober 2024   | Santa Margherita di Pula | ITF W35     | Sand         | Anastasia Abbagnato       | Jaeda Daniel Sada Nahimana                    | 6:73, 6:3, [12:10] |
| 13. | 22. März 2025      | Vacaria                  | ITF W50     | Sand (Halle) | Michaela Bayerlová        | Robin Anderson Alicia Herrero Liñana          | 6:74, 7:65, [10:7] |
| 14. | 24. Mai 2025       | Santo Domingo            | ITF W35     | Sand         | Noelia Zeballos           | Francesca Pace Zuzanna Pawlikowska            | 6:0, 6:3           |
| 15. | 31. Mai 2025       | Santo Domingo            | ITF W35     | Sand         | Noelia Zeballos           | Francesca Pace Zuzanna Pawlikowska            | 6:4, 6:3           |